# Omucukia
Genre
Synonymes
- Madrela Jocqué, 1991 nec Gregorio, 1884

Omucukia est un genre d'araignées aranéomorphes de la famille des Zodariidae.

## Distribution
Les espèces de ce genre sont endémiques de Madagascar.

## Liste des espèces
Selon World Spider Catalog (version 17.5, 19/10/2016) :
- Omucukia angusta (Simon, 1889)
- Omucukia madrela (Jocqué, 1991)

## Publications originales
- Koçak & Kemal, 2008 : New synonyms and replacement names in the genus group taxa of Araneida. Centre for Entomological Studies Miscellaneous Papers, no 139/140, p. 1-4 (texte intégral).
- Jocqué, 1991 : A generic revision of the spider family Zodariidae (Araneae). Bulletin of the American Museum of Natural History, no 201, p. 1-160 (texte intégral).